# Le Cellier
Le Cellier – miejscowość i gmina we Francji, w regionie Kraj Loary, w departamencie Loara Atlantycka.
Według danych na rok 2010 gminę zamieszkiwało 3713 osób, a gęstość zaludnienia wynosiła 102 osoby/km².
W miejscowości znajduje się Zamek Clermont z XVII wieku, dawna posiadłość aktora Louisa de Funèsa, a także zabytkowy kościół św. Marcina z przełomu XIX i XX wieku. 